# هلگه اکروت
هلگه اکروت (سوئدی: Helge Ekroth؛ ۲۶ فوریه ۱۸۹۲ – ۲۹ نوامبر ۱۹۵۰) بازیکن فوتبال اهل سوئد بود.
از باشگاه‌هایی که در آن بازی کرده‌است می‌توان به باشگاه فوتبال لستر سیتی و باشگاه فوتبال ای‌آی‌کی اشاره کرد.